# يان الكسندر
يان الكسندر (بالإنجليزية: Ian Alexander)‏ (26 يناير 1963 بغلاسكو في المملكة المتحدة - ) هو مدرب كرة قدم ولاعب كرة قدم بريطاني في مركز الدفاع. لعب مع نادي بريستول روفيرز ونادي روذرهام يونايتد ونادي ماذرويل وPezoporikos Larnaca FC ‏ وYate Town F.C. ‏ ونادي غرينوك مورتون.

## وصلات خارجية
- يان الكسندر على موقع Soccerbase.com (لاعب) (الإنجليزية)
- يان الكسندر على موقع عالم كرة القدم.نت (الإنجليزية)